# Нікіта Дукарроз
Нікіта Дукарроз (нар. 12 серпня 1996) — швейцарська велогонщиця, бронзова призерка Олімпійських ігор 2020 року.

## Виступи на Олімпіадах
| Олімпіада  | Дисципліна   | Місце |
| ---------- | ------------ | ----- |
| Токіо 2020 | BMX-фрістайл | 3     |